# 中居正广 ON&ON AIR
《中居正广 ON&ON AIR》（日语：なかいまさひろ オン・アンド・オンエアー）是一档在日本的谈话类电台节目，其由日本放送制作播出并在日本全国广播网联播。该节目是中居正广的冠名节目。
本节目的前身名为《中居正広のSome girl' SMAP》（日语：なかいまさひろのサム・ガール スマップ）。

## 主题曲
- 片头曲：辛蒂·罗波《女孩只想玩乐》
- 片尾曲：辛蒂·罗波《一次又一次》

## 联播台的播出时间
| 播出地区 | 播出电台   | 播出时间             | 备注         |
| -------- | ---------- | -------------------- | ------------ |
| 关东地方 | 日本放送   | 每周六 23:00 - 23:30 | 制作台       |
| 山形县   | 山形放送   | 每周六 23:00 - 23:30 | [ 1 ]        |
| 山口县   | 山口放送   | 每周六 23:00 - 23:30 | [ 2 ]        |
| 鹿儿岛县 | 南日本放送 | 每周六 23:00 - 23:30 | [ 3 ]        |
| 冲绳县   | 冲绳放送   | 每周六 23:00 - 23:30 | [ 4 ]        |
| 岐阜县   | 岐阜放送   | 每周日 22:30 - 23:00 | 延后一日播出 |
| 福井县   | 福井放送   | 每周一 21:00 - 21:30 | 延后二日播出 |

## 参与联播的电台
| - 东海放送 - 北日本放送 - 长崎放送 - 朝日放送 | - 每日放送 - 静冈放送 - 中部日本放送 - 关西放送 | - 福岛放送 - 西日本放送 - 四国放送 - 高知放送 |